# Дом Дросси
Дом Дросси — старинный особняк в Таганроге (ул. Фрунзе, 22), памятник архитектуры 1850-х годов. Находится между домом Рабинович и домом Рафаиловича. Относится к памятникам архитектуры, входит в число объектов культурного наследия Российской Федерации под кодом 6100130000.

## История
Особняк был построен в 1850-е годы таганрогским купцом, хлебным коммерсантом Д. А. Дросси. Дом относится к памятным чеховским местам. Антон Чехов был соучеником по гимназии сына домовладельца — Андрея Дросси, часто бывал у него в гостях. Антона привлекала культурная атмосфера, царившая в этой семье, их музыкальные вечера и домашние спектакли.
В 1925 году в Таганроге была проведена всеобщая «муниципализация» частных домов, имевших общую площадь свыше 100 кв. м. Бывшим владельцам либо предоставлялось небольшое помещение в бывшем собственном доме, либо их переселяли в другие квартиры. В рамках этой «муниципализации» в 1925 году Дом Дросси был поделён на коммунальные квартиры.
До 1930-х годов в доме проживала младшая сестра Андрея Дросси — Мария Дмитриевна Стейгер, оставившая воспоминания о детских годах А. П. Чехова.
На фасаде здания установлена мраморная мемориальная доска с текстом: «В этом доме гимназисты ставили любительские спектакли. Автором и исполнителем часто был Антоша Чехов».

## Архитектурные особенности
Двухэтажный особняк внешне очень скромен, не выделяясь какими-либо яркими архитектурными решениями.

## Цитаты
- «Он <А. П. Чехов> очень часто бывал в нашем доме. Особенно хорошо помню Антошу гимназистом четвертого-пятого класса. Он вспоминается мне наблюдательным и скрытным. Никогда не видала его очень веселым. В домашних спектаклях очень предпочитал роли неудачников и меланхоликов. В „Лесе“ он играл Несчастливцева. Спектакли происходили в гостиной. Публике выдавались нумерованные билеты, белые — в партер, серые — на галерку (передняя). Чехов всегда заботился о том, чтобы вся прислуга приглашалась на спектакли. Приходили бывшие дворовые люди моей матери — любимая горничная Анна Федосеевна, не решавшаяся раздеваться в комнате, если в ней висела фотография барыни; повар Степан, который, подобно Фирсу, называл старую барыню „барышней“: „Барышня, посмотрите меню…“; кучера, мальчики на побегушках и другие»[3] — М. Д. Дросси-Стейгер.
- «В доме Дросси молодежь устроила настоящий театр. Кретоновый занавес с наклеенными попугаями и большой жар-птицей разделял гостиную на сцену и партер. Боковые комнаты превращались в артистические уборные. В небольшом стенном шкафу хранились костюмы, парики, старые шпоры, веера, пистолет с заржавленным курком, жженые пробки, пожелтевшие кружева. Сюда же складывались пирожные, приготовленные ко дню спектакля Полиной Петровной. У входа в гостиную за столиком сидел кассир и через воображаемое окошко выдавал билеты: белые в партер, серые на галерку, то есть в переднюю. Запоздавшим зрителям кассир с небрежным торжеством говорил: — Партер весь продан! Остались только боковые… И это, пожалуй, было интереснее, чем исполнять в пьесе какую-нибудь маленькую роль — например, выходить на сцену с зажженной свечой для того, чтобы первый актер труппы мог, запечатывая конверт и на мгновение забыв о своей роли, наслаждаться трескучим кипением сургуча. На спектакли собиралось много зрителей. Приходили знакомые Дросси — богатые греки и итальянцы, садившиеся на составленные в ряды стулья с тем независимым видом, с каким занимали они места в своих ложах на оперных спектаклях в городском театре. Три барышни Караспасовы, все в очень ярких платьях, поднимали своими веерами легкую воздушную бурю. Раздавался знакомый Антоше голос Митрофана Егорыча: „Если бог благословит…“ Озабоченно оправляя прическу, усаживалась поближе к сцене Полина Петровна. В передней толпились горничные, повар, кучера, мальчики в услужении. В комнате для артистов появлялся Чехов. От него пахло конюшней: одним из его любимых занятий в доме Дросси было наблюдать, как кучер Филипп ходит за лошадьми. С волнением зажигали дети большие керосиновые лампы: не раз во время представления артисты вздрагивали при треске лопнувшего стекла. Репертуар театра был самый разнообразный. Сегодня ставили оперетту „Дочь второго полка“, и одетая в гусарский ментик гимназистка пела, подражая манерам заезжих итальянских певиц: „Полк, за мной! Полк, за мной!“ А в следующий раз разыгрывали уже „Лес“ Островского, и Чехов подавал реплики Несчастливцева. В доме Дросси ставились и пьесы, сочиненные Чеховым. Это были сценки и обозрения таганрогской жизни, в которых зрители часто узнавали самих себя. Пьесы эти записывались в особые тетради. После спектакля Чехов их безжалостно уничтожал. В театре дома Дросси, как и во всех театрах, артисты кланялись партеру, в то время как им аплодировала галерка»[4] — Александр Роскин, 1959.

## Известные обитатели дома
- Дросси, Андрей Дмитриевич (1860—1918) — русский офицер, гимназический товарищ Антона Чехова.[4]
- Чехов, Антон Павлович (1860—1904) — выдающийся русский писатель, классик мировой литературы.[4]

## Современное состояние
Фасад дома, равно как и весь дом, находится в ужасающем состоянии, которое усугубляют «ремонтно-облагораживающие инициативы» многочисленных собственников, проживающих в доме. Муниципальных средств на ремонт Дома Дросси не нашлось ни к широко отмечающемуся 150-летнему юбилею А. П. Чехова, ни позднее.